# Schrozberg
Schrozberg är en stad i Landkreis Schwäbisch Hall i regionen Heilbronn-Franken i Regierungsbezirk Stuttgart i förbundslandet Baden-Württemberg i Tyskland.
De tidigare kommunerna Riedbach och Schmalfelden uppgick i Schrozberg 1 januari 1972 följt av Spielbach 1 april 1972. Kommunerna Leuzendorf och staden Bartenstein uppgick 1 januari 1973 och Schrozberg blev stad. Kommunen Ettenhausen uppgick 1 januari 1974 i Schrozberg.